# Molly Weir
Mary Weir (ur. 17 marca 1910 w Glasgow, zm. 28 listopada 2004; znana też jako Molly Weir) – szkocka aktorka.

## Życiorys
Urodziła się w Glasgow jednak dorastała w Springburn. Karierę zaczynała występując w amatorskich dramatach. W swojej wczesnej karierze zawodowej była znaną aktorką radiową, występującą w wielu programach komediowych, takich jak ITMA. Jej największy teatralny sukces to Najszczęśliwsze dni twojego życia.
Zadebiutowała w filmie w 1949 roku, regularnie występując jako gospodyni, Aggie McDonald, w radiowo-telewizyjnym sitcomie Life With The Lyons. W latach 70. i na początku lat 80. zasłynęła jako pisarka, mając na koncie kilka tomów bestsellerowych wspomnień, w szczególności „Buty na niedzielę”. Pojawiła się także w serii reklam telewizyjnych Flasha, domowego środka czyszczącego. W 1969 roku pojawiła się w Pełni życia panny Brodie z udziałem Maggie Smith. W 1970 roku Weir i Gloag powtórzyły swoją współpracę w Opowieści Wigilijnej, grając stare siostry zadłużone u pana Scrooge, granego przez Alberta Finneya.
W latach 70. była jedną z prezenterek Teatime Tales, serialu telewizyjnego emitowanego przez STV, w którym wspominała swoje dzieciństwo. W serialu pojawiły się również Lavinia Derwent i Cliff Hanley. W latach 80. wyśmiewała się z tego swojskiego obrazu w serialu komediowym Victoria Wood As Seen On TV, pojawiła się w popowym teledysku do hitu The Bluebells 1983 „Young At Heart”.
W wyborach powszechnych w Wielkiej Brytanii w 1979 roku Molly Weir była jedną z „galaktyki gwiazd sceny i telewizji”, która pojawiła się na wiecu wyborczym poparcia Partii Konserwatywnej. Wystąpiła jako postać Hazel the McWitch w serialu telewizyjnym BBC Rentaghost.
Siostra przyrodnika i prezentera Toma Weira. Nagrano o niej piosenkę „Molly’s Lips” z 1988 roku autorstwa The Vaselines, później coverowanej przez Nirvanę. Po jej śmierci prochy zostały rozrzucone na brzegach jeziora Loch Lomond, ulubionego miejsca wypoczynku, prawie cały jej majątek (prawie 1,9 miliona funtów) został przekazany na cele charytatywne.